# Bahnhof Hamburg-Rissen
Der Bahnhof Hamburg-Rissen ist ein Haltepunkt der S-Bahn Hamburg im Hamburger Stadtteil Rissen. Es verkehrt dort die Linie S1.

## Geschichte

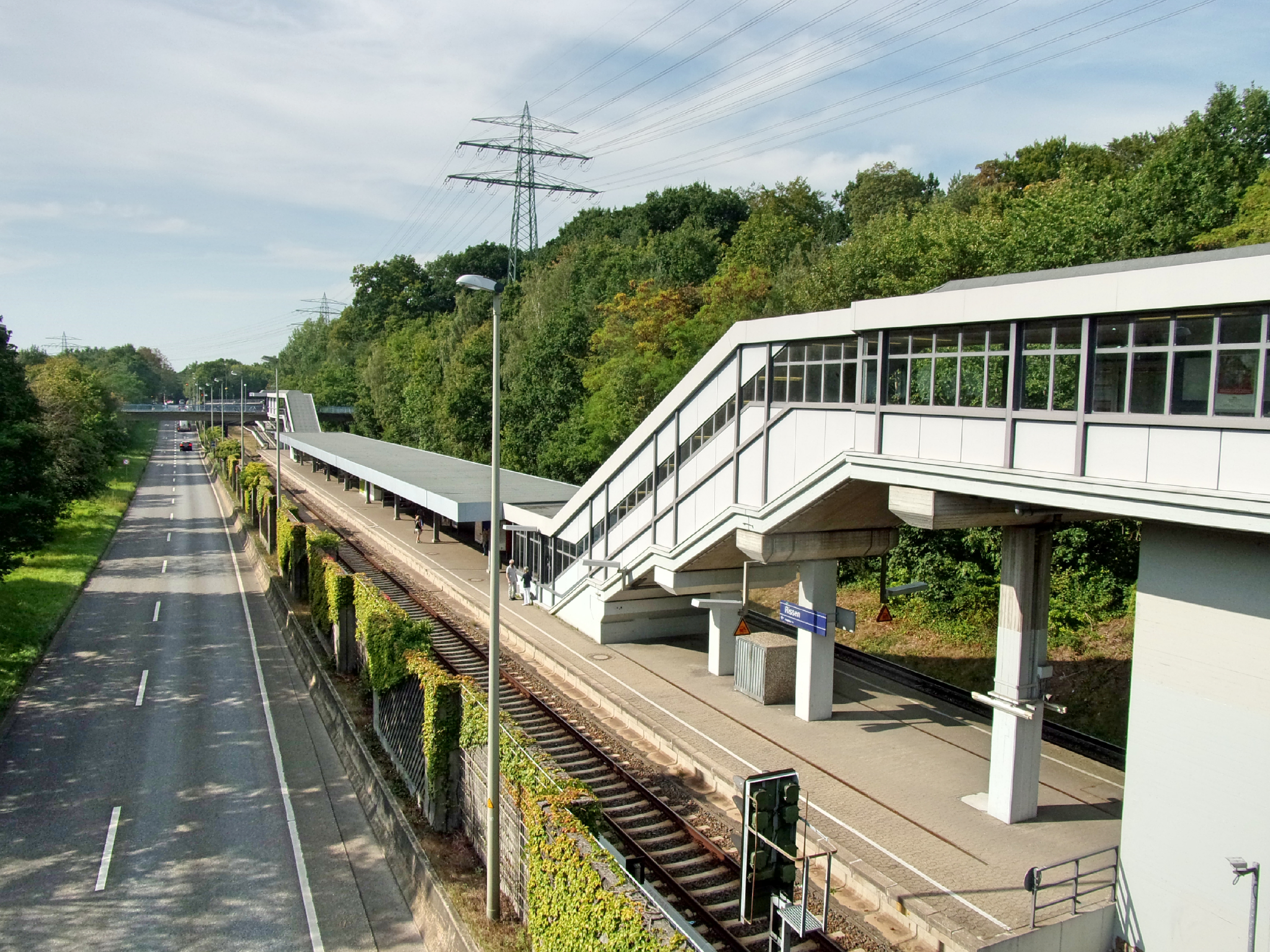
Zugang zum Bahnhof und die Sülldorfer Landstraße.

Der heutige Haltepunkt wurde im Mai 1983 eröffnet. Er ersetzte den südlich gelegenen ebenerdigen Bahnhof Rissen, der, wie auch die Strecke Blankenese – Wedel in diesem Bereich, einem Straßenbau weichen musste.

### Ehemaliger Bahnhof
Der ehemalige Bahnhof wurde am 1. Dezember 1883 eröffnet. Er verfügte auch über ein Gütergleis, das stumpf vor dem Bahnhofgebäude endete und noch mindestens bis in die 1950er-Jahre genutzt wurde. Erst am 22. Mai 1954 folgte die Elektrifizierung der Strecke mit der Verlängerung der Hamburger S-Bahn von Sülldorf bis Wedel, womit der Dampfbetrieb entfiel.

### Heutiger Haltepunkt
Ab 1978 wurde die Strecke nach Norden verlegt und dabei in einer Trogstrecke gelegt, um Bahnübergänge zu vermeiden. An dieser Strecke wurde auch der neue Haltepunkt gebaut, der am 7. Mai 1983 eröffnet wurde. Bis etwa September 1983 wurde der alte Bahnhof abgerissen. Die neue Umgehungsstraße  (B 431) an dessen Stelle, die von den Anwohnern auch „Rissener Canyon“ genannt wird, wurde bis etwa November 1985 fertiggestellt.

## Lage
Der Haltepunkt besitzt einen Mittelbahnsteig in Tieflage, der an jedem Ende jeweils einen Zugang hat. Die Zugänge sind barrierefrei ausgebaut.
In der Nähe des Bahnhofs liegt Schöns Park.

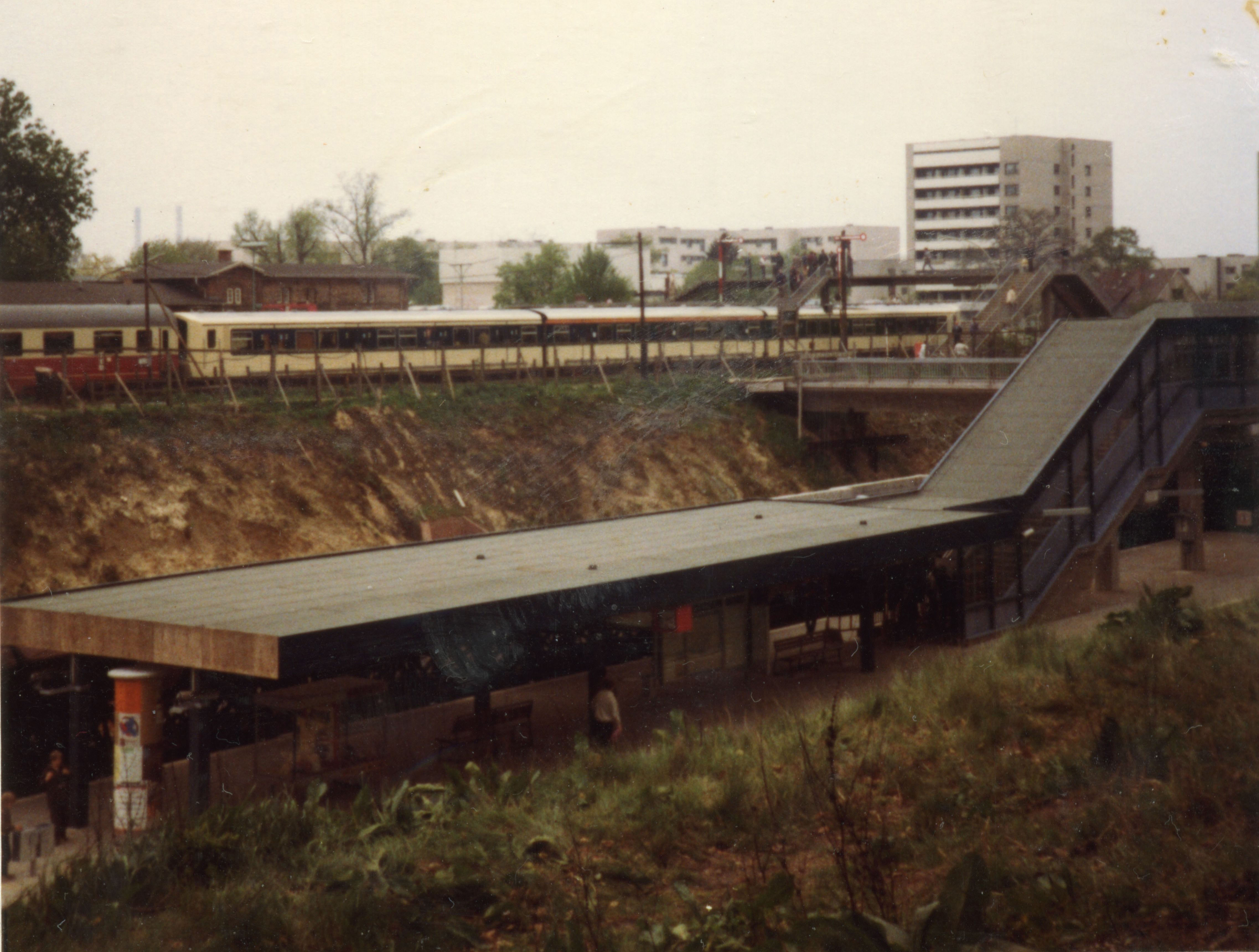
Der Rissener Bahnhof im Mai 1983, am Tag der Einweihungsfeier des neuen Bahnhofs in Tieflage. Die neue B 431 ist noch nicht gebaut, im Hintergrund ist an deren Stelle noch der alte Rissener Bahnhof zu sehen.

## Verkehr
| Linie | Verlauf |
| ----- | --- |
| S 1   | Wedel – Rissen – Sülldorf – Iserbrook – Blankenese – Hochkamp – Klein Flottbek – Othmarschen – Bahrenfeld – Ottensen – Altona – Königstraße – Reeperbahn – Landungsbrücken – Stadthausbrücke – Jungfernstieg – Hauptbahnhof – Berliner Tor – Landwehr – Hasselbrook – Wandsbeker Chaussee – Friedrichsberg – Barmbek – Alte Wöhr (Stadtpark) – Rübenkamp – Ohlsdorf \ Streckenast Poppenbüttel – Kornweg (Klein Borstel) – Hoheneichen – Wellingsbüttel – Poppenbüttel / Streckenast Flughafen – Hamburg Airport (Flughafen) |

Die S1 hält an der Haltestelle im 10–Minuten–Takt bis 20-Minuten-Takt. Die Metrobuslinie 1 und die Stadtbuslinie 388 halten in der Nähe des Bahnhofs.